# Hella Moja

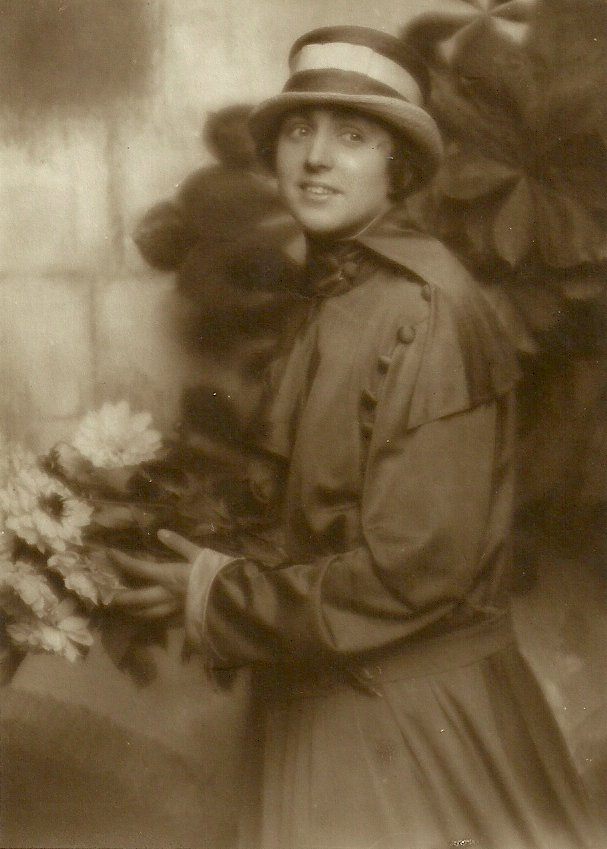
Hella Moja photographiée par Nicola Perscheid.

Hella Moja née le 2 février 1890 et morte en décembre 1951 fut une actrice, productrice et scénariste allemande. Elle fut l'une des actrices les plus populaires du cinéma muet allemand.

## Filmographie partielle
Comme actrice
- 1917 : Der Fremde d'Otto Rippert
- 1917 : Die Tochter der Gräfin Stachowska d'Otto Rippert
- 1918 : Nur ein Schmetterling
- 1920 : Figaros Hochzeit
- 1920 : So ein Mädel d'Urban Gad
- 1923 : Das schöne Mädel
- 1925 : Des Lebens Würfelspiel
- 1926 : Die Straße des Vergessens
- 1926 : Die Warenhausprinzessin
- 1927 : U 9 Weddigen de Heinz Paul

Comme scénariste
- 1928 : Looping de la mort (Das Karussell des Todes) de Heinz Paul
- 1929 : Drei Tage auf Leben und Tod - aus dem Logbuch der U.C.1 de Heinz Paul